# 社会进步
社会进步（Social progress）是指从一个社会在其成员的一般观点中，社会取得进步而逐步改良的过程。社会进步的概念产生于十九世纪的社会学理论，特别是社会达尔文主义者奥古斯特·孔德和赫伯特·斯宾塞的著作中。
这一思想形成后，一度非常激进，原因是：在此之前的时代，一般观念中社会秩序是不变的，或者说是天定的。换句话说，至高无上的神创造了人们生活的社会系统，这个系统永恒不变，如四季更替一般循环，社会在本质上没有变化，侧重的是人类生活中永恒的一面；对社会的看法非常保守，认为即使有变化发生，也仅仅是表层的。

## 启蒙时期
欧洲的启蒙时代，思想界取得了巨大的突破，社会学家和哲学家开始认识到人们自己可以改变社会和生活方式。社会并非一切是由神来构造，有相当大的余地是人们自身可以改变的。既然人可以在实践上构造社会，就一定能够完全理解社会。于是产生了新的科学学科，去探究社会的真实面目，及如何让社会得到改良。1750年，法国经济学家和政治家劳恩男爵安·罗伯特·雅克·杜尔哥首次提出了“进步”的完整概念。
因此，相对于保守主义，进步主义思想开始兴起。保守主义者对进步主义开的包治百病丹药持怀疑、批评或嘲讽态度，他们认为社会变革注定会失败，因为人就是那副样子，除了言语的花样有所改变，其他都一成不变；无论你想尝试什么，就是改变不了人类的状况，看上去变化越大，实质上越没有什么改变。唯一能够取得进步的就是，人类如果明白人性是永恒不变的，就不会跟现实过不去了。
与此相反，进步主义者注意到变化是实实在在地发生着，并且产生选择的概念。人生不是宿命的；人可以作出选择，而取得不同结果。从伦理上说，这会让人自己对人生境遇负责，而不是仅仅看作是神的旨意。

## 自由观念
进步主义的思想表达了一种新的人类自由观念：人用自己的理智判断来独立塑造自己。最初，这个观念看起来似是而非；于是卢梭说：“人是生而自由的，但却无往不在枷锁之中。”1789年法国大革命激发了许多新的哲学思想，并且产生了大突破。在德国思想家黑格尔的思想中，人类社会呈螺旋上升式持续发展，趋向于取得更大自由，拓展自由的极限。这一哲学富于宗教和神秘意味，然而在黑格尔的历史观之内，历史的极限是世界与神合一，但与此同时，黑格尔也将这个过程归结于道和神学对人类历史的作用，并且完全认可改良和革命二者的变革在历史中发生。这是一种充满希望的哲学，是看见历史中有真正进步的理性思维。
人类的进步是可查验的，同样人也可以回归到早期形态。在黑格尔看来，存在的就是合理的；如果事物丧失了存在性，那就是因为它失去了合理性。这句话包含了一个重要的思想，虽然表达得诲涩，那就是：历史没有机缘侥幸，而最起码符合理性原则。

## 马克思的激进思想
这个思想在马克思的历史唯物主义体系中得到了极大的发展。在十九世纪中叶出版的《共产党宣言》中，马克思用雄辩的语言写道：
资产阶级除非对生产工具，从而对生产关系，从而对全部社会关系不断地进行革命，否则就不能生存下去。反之，原封不动地保持旧的生产方式，却是过去的一切工业阶级生存的首要条件。生产的不断变革，一切社会状况不停的动荡，永远的不安定和变动，这就是资产阶级时代不同于过去一切时代的地方。一切固定的僵化的关系以及与之相适应的素被尊崇的观念和见解都被消除了，一切新形成的关系等不到固定下来就陈旧了。一切等级的和固定的东西都烟消云散了，一切神圣的东西都被亵渎了。人们终于不得不用冷静的眼光来看他们的生活地位、他们的相互关系。
资本主义时期在历史中，在此被激进地理解为一个不断变革的过程，不断增长的市场溶解了人类生活中一切不变的成分。保守主义关于人类生活一成不变的信念，被彻底地否定了。

## 现代主义
现代主义断言，人类运用科学、技术和社会实践等手段，能够创立、改进和改造自己的社会形态。这个思想在马克思主义意识形态激励的俄国革命和中国革命中被发挥到了极限，认为大字不识的农民被科学技术武装起来之后，一定能够建立一个公正、平等的社会主义社会。

## 后现代主义
自1980年代起，后现代主义思潮开始扩散，认为现代化的宏伟前景被腐蚀了，社会进步的概念再次受到质疑、相对化和叛逆。
工业崛起提供了日用消费品，而农民受到压榨，社会中的持不同政见者要入狱受死，而最基本的生活日用品却很匮乏，这是一种什么进步？人们因为恐惧受迫害而不敢说出自己的想法，这是一种什么进步？这样的所谓“革命”如何配得上是为人类的自由和尊严而斗争？……
因此，后现代主义的时尚文化不同程度地对人类进步和社会进步进行了多种方式的从新评估。最尖锐的一种方式，对社会进步的思想持完全否定看法：拥有了所有的现代化消费品，而人们生活得不快乐、毫无希望，那么能说人们比以前生活得更好吗？如果我们不能明白生活的意义，如何能说我们比几百年前的人生活得更好？除了自己的生活，我们能真正改变什么？社会真的改变了，我们又如何知道是变得更好?

## 四个新趋势
目前，对社会进步存在四种不同的反应：
- 新保守主义：回归至老观念——人的不变本性和宗教的永恒价值。不应过高估计人改变社会的能力。应尊重已被证明是优越的传统思想方式，并且回到这种体系中去。

- 新自由主义：断定人的个体有巨大的变革能力和潜力。国家是改良社会的工具的思想应被彻底否定；只有市场的自由选择能够推动进步。

- 社会主义：国家指导下的社会进步取得了积极的成果，虽然这一个过程中也有巨大的错误。简单而言，国家解决了饥荒和疾病问题，在物质和文化上提高了大众的生活水准，而这是市场无法做到的。这些成果为公共服务、公有资产和政府规范市场行为提供了很好的辩护。

- 各种不同形式的理想主义质疑衡量社会进步的标准。例如，生产力可以当做社会进步的标准，那么婴儿死亡率呢？这种想法颠覆了过去的政治传统，认为社会进步的衡量标准应该多元化。某种情况下，这需要社会对道德有更高的期盼；有时需要具备在一个社会中的真实生活经历，去理解其各个方面的复杂程度。